# Norges Høyesterett

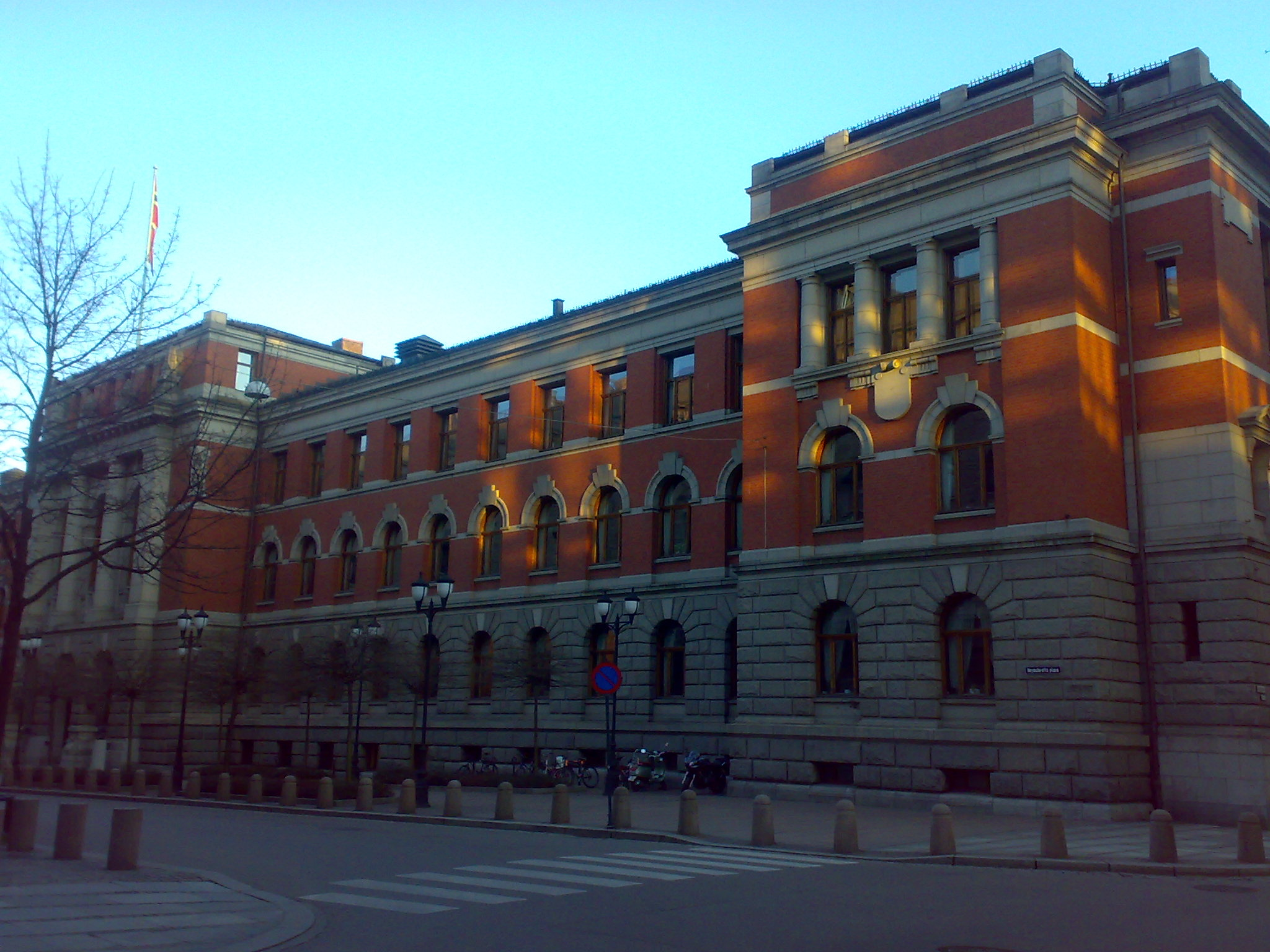
Het gebouw van de Høyesterett in Oslo

Norges Hoyesterett is de hoogste rechterlijke instantie in Noorwegen. Het gerecht bestaat sinds de invoering van de Noorse Grondwet van 1815 en is gevestigd in Oslo. Het hoogste gerechtshof van Noorwegen staat onder leiding van een president (de Høyesterettsjustitiarius) en telt daarnaast 19 raadsheren. Het gerecht behandelt zowel straf- als civiele zaken.